# Huvinahalli, Sindgi
Huvinahalli là một làng thuộc tehsil Sindgi, huyện Bijapur, bang Karnataka, Ấn Độ.